# Friedrich Thurau (Maler)

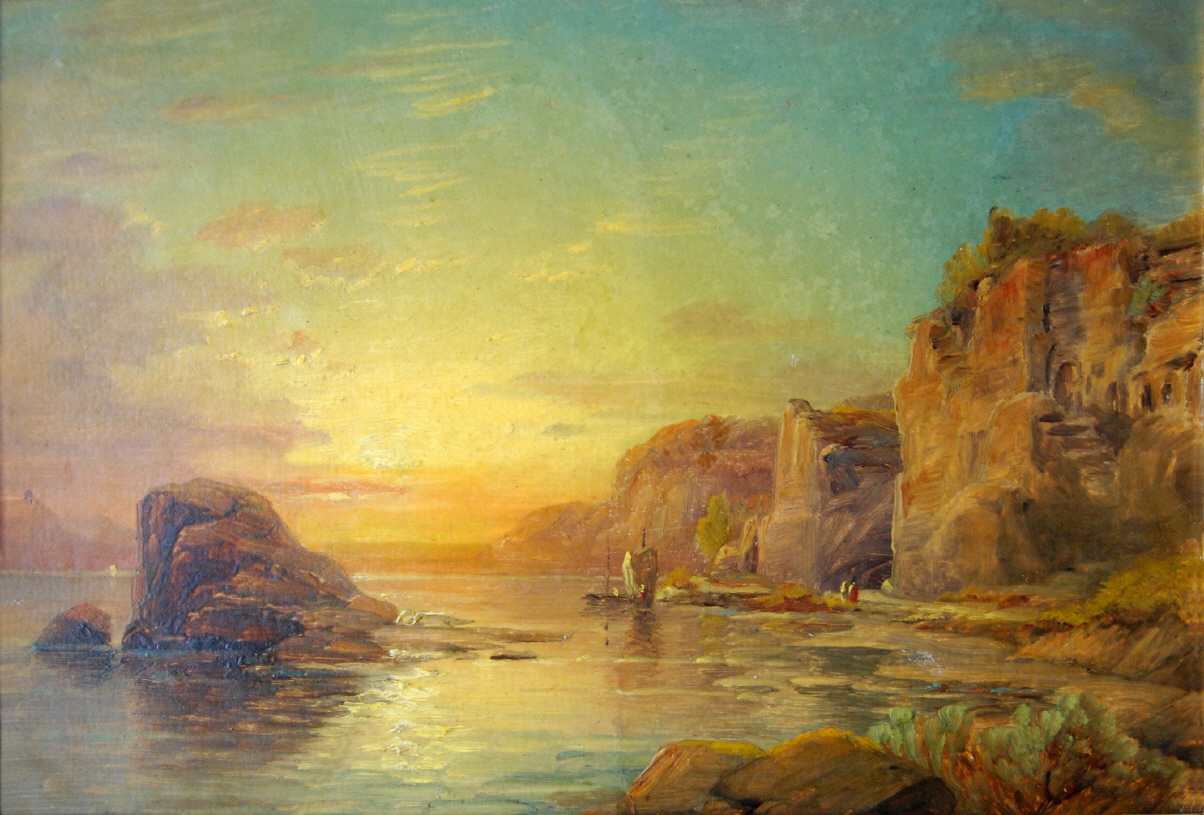
Heroische Landschaft

Friedrich Thurau (* 1812 in Stargard; † 2. April 1888 in Konstanz) war ein deutscher Landschaftsmaler.
Thurau studierte in Berlin und ab dem 18. November 1842 an der Königlichen Akademie der Künste in München. Ab 1837 wohnte er in Konstanz am Bodensee.
Gemeinsam mit Ignaz Heinrich von Wessenberg, Ludwig Leiner und Egidius Federle nahm Friedrich Thurau an der Versammlung von 27 Konstanzer Bürgern teil, die am 14. März 1858 den Kunstverein Konstanz gründeten.